# Campanula raineri
Campanula raineri là loài thực vật có hoa trong họ Hoa chuông. Loài này được Perp. mô tả khoa học đầu tiên năm 1817.